# Volba pro Děčín

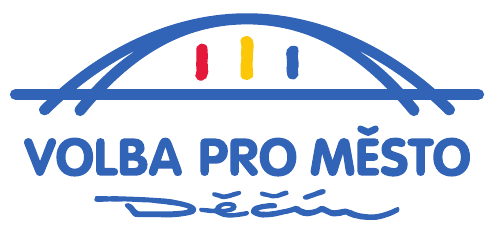
Původní logo

Volba pro Děčín, dříve Volba pro město Děčín (zkratka VPM Děčín), je komunální politické uskupení v Děčíně, které vzniklo v návaznosti na politickou stranu Volba pro město (VPM) se sídlem v Hradci Králové. Lídrem Volby pro Děčín je děčínský podnikatel a bylinkář Ing. Valdemar Grešík.

## Historie

### Volební období 2006–2010
VPM Děčín byla ustavena v období před komunálními volbami v roce 2006. Ve volbách na podzim roku 2006 získala 9,86 % hlasů a obsadila v děčínském městském zastupitelstvu 3 mandáty z celkových 25. Volby roku 2006 v Děčíně vyhrála ziskem 14 mandátů ODS. V městském zastupitelstvu dále zasedlo 6 zástupců ČSSD a 2 zástupci KSČM. V letech 2006–2010 se Volba pro město Děčín podílela na řízení města, když přijala nabídku ODS ke spolupráci a vyslala do městské rady svého lídra Valdemara Grešíka. Ten v městské radě zasedl spolu se šesti zástupci ODS. V červnu 2010 děčínská ODS vypověděla smlouvu o spolupráci s VPM Děčín. Důvodem byla údajná neoprávněná kritika členů ODS ze strany zastupitelů VPM Děčín, která se týkala především zadávání veřejných zakázek.[zdroj⁠?!]

### Volební období 2010–2014
V komunálních volbách roku 2010 uskupení obdrželo více než 18 % hlasů a 6 mandátů. 10. listopadu 2010 uzavřelo smlouvu o koaliční spolupráci s ČSSD a získalo tak 4 radní a druhou náměstkyni primátora, kterou se stala Mgr. Hana Cermonová.

## Volební výsledky
| rok  | volby                             | hlasy (celkem) | hlasy (%) | zastupitelé (celkem) | zastupitelé (%) |
| ---- | --------------------------------- | -------------- | --------- | -------------------- | --------------- |
| 2006 | Volby do zastupitelstev obcí 2006 | 33 809         | 9,88      | 3                    | 12              |
| 2010 | Volby do zastupitelstev obcí 2010 | 66 948         | 18,17     | 6                    | 24              |